# Sonia Verbitzky
Sonia Verbitzky fue una liederista y profesora de canto rusa avecindada unos años en México. Inició su carrera musical en 1924 en Francia. Permaneció en Europa hasta 1930. En 1931 se mudó a México donde sus enseñanzas del bel canto dejaron una verdadera huella en sus discípulos, tanto del Conservatorio Nacional, como los particulares..

## Biografía
Poco se sabe de la vida privada de Sonia Verbitzky, salvo que nació en Ucrania, cuando ésta era parte de Rusia. Se ignoran fechas de nacimiento y muerte. Fue una de los refugiados rusos en París y durante esa época vivió prácticamente en la miseria. Las primeras noticias de ella datan de 1918 cuando empezó a escribir en Le Ménestrel, la gran publicación periódica dedicada a la música parisina. Colaboró en el rotativo hasta 1931.
El diario también dio cuenta de sus actividades musicales. Por ejemplo, el número del 5 de junio de 1925 informó: “Concierto de Mme. Sonia Verbitzky. Entre el gran número de artistas rusos actualmente en París, recordamos el de Mme. Verbistzky. Experta cantante, ella sabe disciplinarse en la interpretación de nuestros clásicos, a sus exigencias, a veces despóticas, que dan la originalidad a sus compatriotas y que hacen de Mme. Verbistzky la más aplaudida de las intérpretes de su propia música."
En diciembre de 1927, Le Ménestrel reseñó su excelente interpretación de Cinq chants d’Auvergne del compositor francés Joseph Canteloube (1879-1957), en especial de Baïlèro, nostálgico canto que narra la conversación entre dos pastores, cada uno en su montaña, separados por un río que no pueden cruzar. Baïlèro era parte del repertorio de grandes cantantes, al igual que los dos cantos populares catalanes que interpretó.
Un año después, en diciembre de 1928, interpretó a Rameau, Schubert y Modest Músorgski. Le Ménestrel describió su arte sutil y ardiente, su estilo cálido, su voz pura, fresca e intensa. Al año siguiente, 1929, en el festival de música rusa de primavera interpretó a Borodín, Musorgsk y Rimsky-Korsakoff y en el concierto de diciembre a Schubert y Borodín
En 1929 los críticos la ubican ya como cantante con grandes atributos profesionales, mismos que mostró al cantar en un concierto de arte popular ucraniano. Fue descrita como dueña de una voz exquisita, de cantar pintoresco, con gran estilo, dicción y acento, que la hacían inconfundible.

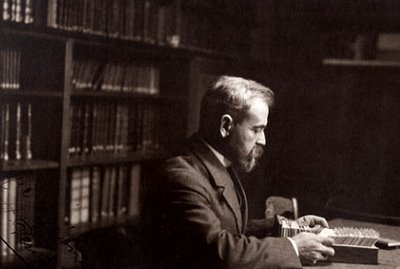
Hubert Pernot, director de los Archivos de la Palabra de La Sorbonna, grabó a Sonia Verbitzky cantando en ucraniano, en 1930

En 1930 grabó dos canciones populares ucranianas para los Archivos de la Palabra, programa de La Sorbona que dirigía entonces Hubert Pernot (I1870-1946) Su interpretación de la canción de boda Tu crois peut-être, mère défunte y de Les écrevisses ocupa las dos caras del disco que aún se conserva. Dura 2:25 minutos y su digitalización permite escucharlo claramente por ambos lados. También puede escucharse en YouTube.
En 1931 Verbitzky dejó Francia por haber contraído matrimonio con el psiquiatra Dr. Alfonso Millán Maldonado (1906-1975), egresado de La Sorbona de París, reconocido especialista de la psiquiatría en México. Trajo consigo a su hijo, nacido en Francia en 1915, León Schklowsky, quien pasó a historia de México como León Bataille, periodista distinguido y militante comunista, quien estuvo en el país de 1931 a 1946, estancia que describió en su libro 1931-1946. Memorias de un forastero que pronto dejó de serlo.

## Residencia en México

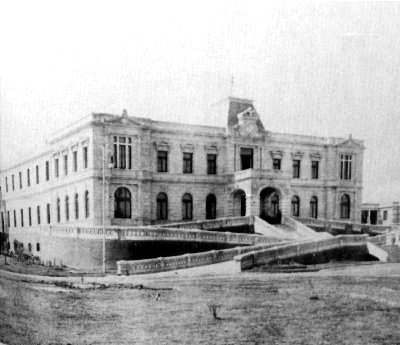
Edificio principal de La Castañeda, antes de su inauguración en 1910. Parte de su estancia en México Verbitzky vivió ahí, por estar casada con el director

La familia fijó su residencia en La Castañeda, como se le llamaba al manicomio ubicado en Mixcoac, barrio de la Ciudad de México. El Dr. Millán era su director médico. El matrimonio duró 10 años, al cabo de los cuales se divorciaron. Antes de que eso sucediera, Sonia Verbitzky vivió una anécdota que registró Salvador Novo:
“… cuando era esposa del doctor Millán y el Director del Manicomio, y ambos residentes de esa comunidad, fue a El Palacio de Hierro y empezó a hacer compras un tanto extravagantes. Tan numerosas y heterogéneas, que la dependiente estaba un poco asombrada, haciendo la lista. Cuando le preguntó a dónde le mandaban todas aquellas cosas, y Sonia dijo con la mayor naturalidad que al Manicomio de la Castañeda, ¡Ah! –exclamó la dependiente, como si de pronto comprendiera todo. Y Sonia aguardó en vano, durante muchos días, que el puntual Palacio de Hierro le mandara lo que había comprado.”

## Benefactora de los republicanos españoles
Entre 1936 y 1938 la guerra civil española se recrudeció. El Machete, órgano del Partido Comunista mexicano propició varias colectas a favor de los republicanos españoles. Diversos artistas se sumaron al apoyo. Entre ellos, “… la cantante rusa Sonia Verbitzky, quien representó a México en un acto de apoyo a los niños huérfanos del conflicto español realizado en 1937. Un resultado de esa iniciativa fue que el general Cárdenas concedió asilo a 500 niños…”
En el mismo 1938 participó en los actos que Fernando Gamboa organizó con el patrocinio de la Secretaría de Educación Pública, la LEAR (Liga de escritores y artista revolucionarios) y la Sociedad de Amigos de España para hacer propaganda a la República Española.

## Cantante en México
Durante varios años Sonia Verbitzky fue maestra de canto en el Conservatorio Nacional de Música. Dirigió coros y colaboró en el montaje de diversas representaciones operísticas en el Palacio de Bellas Artes, al lado de Romano Picutti y Armando Montiel Olvera. Entre sus discípulos figuran Rosa Rimoch y Ramón Noble.
Además, Verbitzky abrió su academia privada. Primero la instaló en Paseo de la Reforma 9 y luego en el 23. 
En 1938 Silvestre Revueltas le escribió sus Siete canciones de niños y Dos canciones profanas, que ella difundió ampliamente y luego grabó, haciendo así que las escasas obras del compositor se conocieron en su tiempo. Las canciones son: El Caballito, con letra de Antonio de Trueba, Las cinco horas, con texto de la lírica infantil y, con poemas de Federico García Lorca: Canción tonta, El lagarto y la lagarta, Canción de cuna, Serenata y Es verdad.
El 13 de septiembre de ese año el filósofo español José Gaos, exiliado en México, encabezó un homenaje a García Lorca en Bellas Artes. Colaboraron con él el escritor español Pedro Salinas, el compositor Revueltas y la cantante Verbitzky.
En 1938 estrenó las canciones de Salvador Moreno Manzano y en 1952 Moreno Manzano acompañó a la cantante en un recital de canciones, compuestas por él, que ella interpretó en el Festival de Musique Mexicaine en la casa de la UNESCO en París.
A finales de los años cuarenta cantó en el Teatro Solís de Uruguay, Montevideo y en el Teatro Municipal de Santiago, en Chile donde se presentó acompañada por el pianista francés Paul Loyonnet
Sonia Verbitzky vivió en México y en Europa. Su hijo León nunca perdió el contacto con el país, al que regresó con frecuencia. Él se consideraba: “alguien que llegó a conocer la capital como la palma de su mano; todos sus recovecos, sus sitios más famosos y también otros que un caballero debe omitir sin mencionar…”.

## Escritora

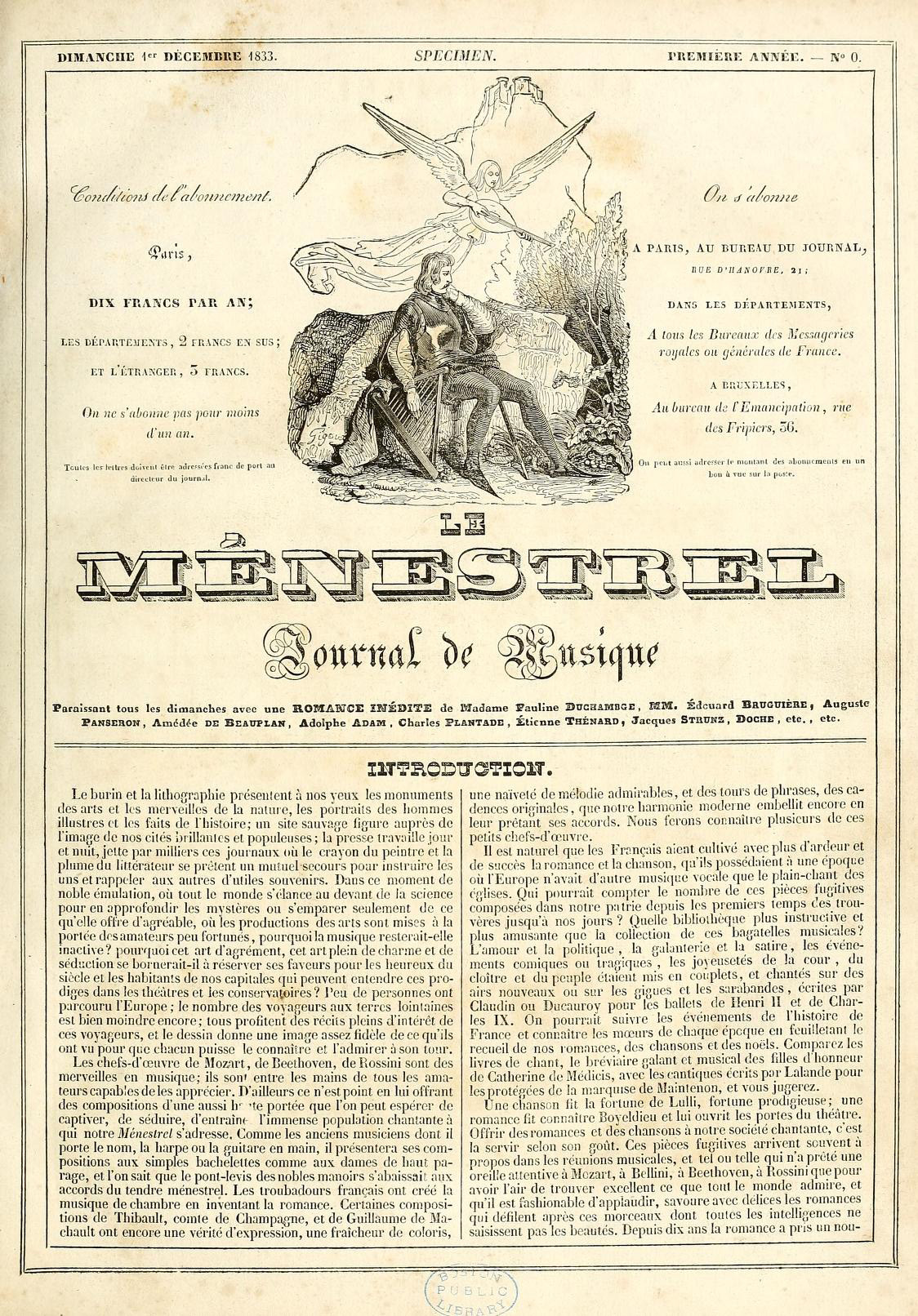
Le Ménestrel fue el influyente diario musical en el que Sonia Verbitzky escribía sus críticas y que informaba de las actividades profesionales de la cantante.

Sonia Verbitzky fue una buena crítica musical. De joven la escribió en Le Menestrel, el poderoso e influyente diario francés publicado entre 1833 y 1940 y en Le Courrier Musical, de París. Posteriormente, lo hizo en El Universal, de la Ciudad de México. 
En el catálogo de la Biblioteca Nacional de Francia aparece un texto de ella, escrito en francés: "Quatre musiciens mexicains: Manuel M. Ponce, Silvestre Revueltas, Carlos Chávez, Blas Galindo." Dans : Nouvelles de Mexique. N° 10. Juillet-septembre 1957.